# Филиппинская султанка
Филиппи́нская султа́нка (лат. Porphyrio pulverulentus) — птица, принадлежащая семейству пастушковые, роду султанок, встречающаяся на Филиппинах. Филиппинская султанка раньше считалась подвидом султанской курицы, с которой имеет сходство. В отличие от последней, вид, обитающий на Филиппинах, имеет оливково-каштановые плечи, спину с белым подхвостьем, а всё прочее оперение пепельно-серых оттенков.

## Описание
Филиппинская султанка имеет характерный для других видов султанок крупный клюв с фронтальным щитком неоднородного красно-оранжевого цвета с крупными тёмными пятнами в верхней части и по бокам. Оперение головы, груди, нижней части туловища серо-голубого цвета, крылья имеют более тёмный оттенок, переходящий кзади и ближе к спине в оливково-каштановые тона. Спина, хвостовое оперение оливково-каштанового цвета, подхвостье при этом белое. Ноги длинные, неярких красно-розовых оттенков, с серыми участками в области суставов.
Обитают в местности с обильными дождями, в плавнях, заливных лугах, болотистой местности, по берегам озёр, прудов. Живут парами или крупными группами. Гнездо делают из камыша на плавающих растительных остатках, либо среди камыша. В одно гнездо яйца откладывают сразу несколько самок и совместно высиживают птенцов. Одна самка откладывает 3-6 пятнистых яиц, гнездо может содержать до 12 яиц, инкубация продолжается около 24 суток.
Питается в основном мягкими побегами растений, их плодами, также беспозвоночными, улитками, мелкой рыбой, яйцами и птенцами других птиц, хорошо плавает, хотя перепонок на ногах не имеет.